# كرة الوقت

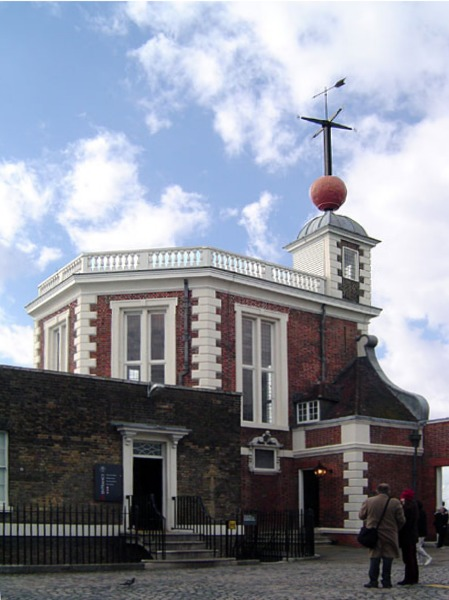
المرصد الملكي، غرينتش، لندن. وضعت كرة التوقيت عام ١٨٣٣ فوق قاعة المثمن.

كرة التوقيت أو كرة الوقت هي جهاز لإشارات التوقيت. تتكون من كرة كبيرة مطلية، خشبية أو معدنية، تُسقط في وقت محدد مسبقًا، وذلك لتمكين الملاحين على متن السفن البحرية من التحقق من ضبط مقياس الزمن البحري. يُعد ضبط الوقت بدقة أمرًا أساسيًا لتحديد خط الطول في البحر.
على الرغم من استبدال كرات التوقيت بإشارات التوقيت الإلكترونية منذ ذلك الحين، إلا أن بعض كرات التوقيت لا تزال تُستخدم كمعالم سياحية تاريخية.

## التاريخ
كان سقوط الكرة في العصور القديمة وسيلةً لتحديد الوقت. اعتمدت الساعات اليونانية القديمة هذا النظام في الساحة الرئيسية للمدن، كما في مدينة غزة في عصر ما بعد الإسكندر، وكما وصفه بروكوبيوس القيسراني في كتابه "المباني". كانت محطات قياس الوقت تضبط ساعاتها وفقًا لرصد مواقع الشمس والنجوم. في البداية، كان يتعين إما وضعها في المرصد، أو الاحتفاظ بساعة دقيقة للغاية في المحطة تُضبط يدويًا على وقت المرصد. بعد إدخال التلغراف الكهربائي حوالي عام 1850، أصبح من الممكن تحديد موقع كرات الوقت على مسافة من مصدر متوسط الوقت وتشغيلها عن بُعد.